# Ћерка мог шефа
Ћерка мог шефа (енгл. My Boss's Daughter) је америчка романтична комедија из 2003. године, у режији Дејвида Закера. Главне улоге тумаче Ештон Кучер, Тара Рид и Теренс Стамп. Радња прати човека који чува кућу свог шефа и улази у разне невоље са људима који долазе код њега. Филм је добио негативне критике критичара и био је неуспешан на биоскопским благајнама, зарадивши 18 милиона долара широм света у односу на продукцијски буџет од 14 милиона долара (не укључујући трошкове рекламирања и дистрибуције).
Ово је био последњи филм са Шарлот Закер пре њене смрти 2007. године.

## Радња
Том Стенсфилд је истраживач у издавачкој компанији у Чикагу, који ради под тиранским шефом Џеком Тејлором. Том је заљубљен у ћерку свог шефа, Лису, коју потпуно контролише њен отац који је претерано заштитнички настројен. Она открива Тому да њен отац жели да она чува њихову кућу исте ноћи кад је и журка којој жели да присуствује, али Том је убеђује да се супротстави свом оцу и оде на забаву. Лиза га замоли да дође у њихову кућу те ноћи, наводећи Тома да помисли да је позван на журку; заправо, она само жели да је он замени − на шта невољно пристаје.
Уследи комедија грешака, укључујући повратак Лисиног старијег брата, Реда, који бежи од дилера дроге. Ред баца дрогу у ве-це шољу, а уместо ње даје кесу брашна дилеру. Један од Томових задатака је да чува шефову сову, О. Џеја, која живи у отвореном кавезу (није могла да лети због дубоке депресије, која је уследила након губитка претходног партнера). Када птица попије воду из ве-це шоље, загађену дрогом, она одлети. Џекова бивша секретарица Одри долази у кућу у покушају да поврати свој посао. После свађе са својим дечком, она остаје у кући.
Лиса се враћа кући након што је сазнала да је њен дечко Ханс вара. Том крије све што се догодило и она проводи неко време са њом мислећи да је геј. Он јој објашњава да је он заправо стрејт, те почиње да јој се допада. Одрина пријатељица мисли да има рак дојке и тражи од Тома да јој опипа груди, а Лиса улази у незгодном тренутку и бива згрожена ситуацијом.
Ти Џеј, дилер дроге, сазнаје за лажну дрогу и прети да ће убити Тома ако му не врати новац. Ти Џеј покушава да отвори сеф и украде новац. Међутим, Том му даје таблете за спавање помешане са алкохолом што га баца у кому. Пошто мисле да је Ти Џеј мртав, Одри и њени пријатељи га сахрањују. Касније, Ти Џеј устаје из гроба и прети да ће убити Лису. Уз Редову помоћ, Том спасава Лису и она се заљубљује у њега. Затим одлази по њеног оца, али по повратку сова улеће у ауто због чега Том губи контролу над возилом и удара у кућу. У кући проналазе полицајце који траже Ти Џеја, који је на крају ухапшен. Џек је бесан због штете нанесене кући и избацује Тома напоље. Следећег дана, Џек чује свог сина како објашњава Лиси како треба да се супротстави њиховом оцу и врати Тому. Џек схвата своје грешке и даје Тому унапређење.

## Улоге
| Глумац         | Улога                  |
| -------------- | ---------------------- |
| Ештон Кучер    | Том Стенсфилд          |
| Тара Рид       | Лиса Тејлор            |
| Теренс Стамп   | Џек Тејлор Старији     |
| Моли Шенон     | Одри Бенет             |
| Енди Рихтер    | Џек „Ред” Тејлор Млађи |
| Мајкл Мадсен   | Ти Џеј                 |
| Тајлер Лабин   | „Спајк”                |
| Џон Абрахамс   | Пол                    |
| Патрик Креншо  | стари комшија          |
| Анџела Литл    | Шерил                  |
| Дејвид Кохнер  | Спид                   |
| Кармен Електра | Тина                   |
| Кенан Томпсон  | Ханс                   |
| Џефри Тамбор   | Кен Морхаус            |
| Дејв Фоли      | Хендерсон              |
| Шарлот Закер   | Гертруда               |
| Евер Карадин   | Џули Морхаус           |